# 25-ös villamos (Prága)
A prágai 25-ös jelzésű villamos a Bílá Hora (Fehér-hegy) és a Lehovec között közlekedik.

## Útvonala
| Lehovec felé | Bílá Hora felé |
| --- | --- |
| Bílá Hora – Karlovarská – Bělohorská – Myslbekova – Patočkova – Milady Horákové – Antonínská – Bubenské nábřeží – Komunardů – Dělnícká – Libeňský Most – Na Žertvách – U Balabenky – Sokolovská – Českomoravská – Poděbradská – Lehovec | Lehovec – Poděbradská – Českomoravská – Sokolovská – U Balabenky – Na Žertvách – Libeňský Most – Dělnícká – Komunardů – Bubenské nábřeží – Antonínská – Milady Horákové – Patočkova – Myslbekova – Bělohorská – Karlovarská – Bílá Hora |

## Megállóhelyei
| 0  | Bílá Hora végállomás   | 52 | 22                                   |
| 1  | Malý Břevnov           | 49 | 22                                   |
| 2  | Obora Hvězda           | 48 | 22                                   |
| 4  | Vypich                 | 47 | 22                                   |
| 5  | Říčanova               | 46 | 22                                   |
| 6  | Břevnovský klášter     | 45 | 22                                   |
| 7  | U Kaštanu              | 44 | 22                                   |
| 8  | Drinopol               | 43 | 22                                   |
| 9  | Marjánka               | 42 | 22                                   |
| 10 | Malovanka              | 41 | 22                                   |
| 12 | Hládkov                | 38 |                                      |
| 13 | Vozovna Střešovice     | 36 | 1, 2                                 |
| 16 | Prašný most            | 35 | 1, 2                                 |
| 18 | Hradčanská             | 33 | A 1, 2, 8, 18, 20, 26 R24 R45 S5 S54 |
| 20 | Sparta                 | 30 | 1, 8, 12, 26                         |
| ∫  | Korunovační            | 29 | 1, 8, 12, 26                         |
| 22 | Letenské náměstí       | 28 | 1, 8, 12, 26                         |
| 23 | Kamenická              | 27 | 1, 8, 12, 26                         |
| 25 | Strossmayerovo náměstí | 25 | 1, 6, 8, 12, 17, 26                  |
| 27 | Vltavská               | 24 | C 1, 12, 14 S5 R24 R45               |
| 28 | Pražská tržnice        | 22 | 1, 12, 14 · P7                       |
| ∫  | Tusarova               | 20 | 1, 12, 14                            |
| 30 | Dělnická               | ∫  | 1, 6, 12, 14                         |
| 32 | Maniny                 | 19 | 1, 6, 14                             |
| 34 | Libeňský most          | 17 | 1, 6, 14                             |
| 36 | Palmovka               | 15 | B 1, 3, 6, 8, 10, 14, 16, 24         |
| 37 | Palmovka               | 14 | B 1, 3, 6, 8, 10, 14, 16, 24         |
| 39 | Balabenka              | 12 | 8, 14, 16                            |
| 41 | Ocelářská              | 11 | 8                                    |
| 43 | Multiaréna Praha       | 10 | 8                                    |
| 44 | Nádraží Libeň          | 8  | 8 S1 R18 R19 S41 R41 S7 R9           |
| 45 | Kabešova               | 6  | 8                                    |
| 46 | Podkovářská            | 5  | 8                                    |
| 47 | U Elektry              | 4  | 8                                    |
| 48 | Nademlejnská           | 4  | 8                                    |
| 50 | Kbelská                | 3  | 16                                   |
| 51 | Hloubětín              | 2  | B 16                                 |
| 52 | Sídliště Hloubětín     | 1  | 16                                   |
| 54 | Lehovec végállomás     | 0  | 16                                   |